# جوناثان ميرلو
جوناثان ميرلو (15 ديسمبر 1998 - ) (بالإنجليزية: Jonathan Merlo)‏ هو لاعب كريكت أسترالي. لعب مع فريق أستراليا 11 ‏ وميلبورن ستارز ‏.

## وصلات خارجية
- جوناثان ميرلو على موقع إي آس بي آن كريك إنفو (الإنجليزية)